# Jean Defrasne
Jean Defrasne (né le 27 juin 1924 à Paris 17e et mort le 17 novembre 2015 à Besançon) est un résistant, universitaire, historien, homme politique et écrivain pour la jeunesse français.

## Biographie

### Jeunesse et résistance sous l'Occupation
Jean Defrasne naît en 1924 à Paris. Son père, originaire du Haut-Doubs, est instituteur. En 1940, la famille déménage pour s'installer à Besançon où réside le grand-père de Jean, qui est horloger.
Pendant l'Occupation nazie, Jean Defrasne rejoint la Résistance lorsqu'il s'engage à l'âge de 17 ans parmi les Volontaires de la Liberté.

### Carrière dans l'enseignement et à l'université
Jean Defrasne fait ses études au lycée Henri-IV à Paris, puis intègre l'École Normale Supérieure de la rue d'Ulm. En 1947, il obtient l'agrégation d'histoire. Il devient professeur au lycée Victor Hugo de Besançon. En 1967, il est affecté au lycée Pasteur, dans la même ville, en classe de lettres supérieures (classe préparatoire aux grandes écoles). Plus tard, il enseigne à la faculté de droit de Besançon (Université de Franche-Comté) jusqu'en 1986.
Il publie plusieurs ouvrages d'histoire consacrés à l'Occupation, aux gauches en France, aux associations.
Il est pendant un temps le président de l'Académie des sciences, belles-lettres et arts de Besançon et de Franche-Comté.

### Carrière politique
Après avoir pris part au mouvement résistant Volontaires de la Liberté sous l'Occupation, Jean Defrasne rejoint les Jeunesses socialistes. Il est le dernier secrétaire fédéral de la SFIO avant la disparition du parti en 1969, puis devient le premier secrétaire fédéral du Parti socialiste à sa création.
En 1959, il devient adjoint au maire de Besançon, Jean Minjoz. Il conserve ce poste, adjoint de plusieurs maires successifs, jusqu'en 1989,. En outre, Jean Defrasne préside un temps la société d’équipement du Doubs. Ces responsabilités l'amènent à prendre l'initiative de nombreux travaux d'urbanisme à Besançon.

### Vie privée
En 1946, Jean Defrasne épouse Marie-Louise. Le couple a trois enfants.
Jean Defrasne meurt le 17 novembre 2015 à Besançon à l'âge de 91 ans.

## Publications

### Ouvrages d'histoire
- 1955 : Franche-Comté et Francs-Comtois
- 1962, avec Michel Laran : Histoire, le monde de 1848 à 1914, Hachette
- 1972 : La gauche en France, de 1789 à nos jours, coll. « Que sais-je ? »
- 1982 : Histoire de la collaboration, coll. « Que sais-je ? »
- 1985 : L'occupation allemande en France, coll. « Que sais-je ? »
- 1990 : L'antiparlementarisme en France
- 1990 : Histoire d'une ville, Besançon : le temps retrouvé
- 1995 : La vie associative en France, coll. « Que sais-je ? »
- 1999 : Battant, au pays des Bousbots (sur le quartier Battant à Besançon)
- 2002 : Les Comtois : le pays, l'histoire, l'esprit, Cabedita, coll. « Archives vivantes »
- 2004 : Histoire des associations françaises

### Ouvrages pour la jeunesse
- 1951 : Contes et légendes de Franche-Comté, collection Contes et légendes, Fernand Nathan, illustrations : Georges Beuville
- 1954 : Récits tirés de l'histoire de Rome, collection Contes et légendes, Fernand Nathan, illustrations : Jean-Jacques Vayssières
- 1956 : Contes et légendes du Berry, en collaboration avec Marie-Louise Defrasne, collection Contes et légendes, Fernand Nathan,
- 1960 : Épisodes et récits de la Renaissance, collection Contes et légendes, Fernand Nathan, illustrations : Jean Marcellin
- 1966 : Récits tirés de l'histoire de Byzance, collection Contes et légendes, Fernand Nathan, illustrations : Philippe Degrave
- 1969 : Contes et récits de la Méditerranée antique, collection Contes et légendes, Fernand Nathan, illustrations : Lise Marin
- 1972 : Récits de l'histoire de Carthage, collection Contes et légendes, Fernand Nathan, illustrations : Georges Beuville
- 2002 : Monstres et merveilles de la Méditerranée antique
- 2007 : Mystères et légendes au pays des dieux

## Distinctions

### Décoration
- Chevalier de la Légion d'honneur 20 février 1999 [2]

### Récompense
- Prix Louis-Pergaud pour son livre Franche-Comté et Francs-Comtois[2].